# یونگ وان سوک
یونگ وان سوک (انگلیسی: Jung Wan-sook) یک تکواندوکار کره جنوبی است.
وی در مسابقات قهرمانی تکواندو جهان ۱۹۸۹ در سئول، پس از شکست دادن ایوان فرانسن در بازی نهایی، در کلاس سنگین‌وزن به مدال طلا دست یافت.